# International Conference on the Physics of Semiconductors
Die International Conference on the Physics of Semiconductors, abgekürzt ICPS, ist eine wissenschaftliche Konferenz die alle zwei Jahre stattfindet.
Es treffen sich dort mehrere hundert Wissenschaftler um die neuesten Entwicklungen und Forschungsarbeiten im Bereich der Halbleiterphysik zu präsentieren.
Bis jetzt hat die ICPS 32-mal stattgefunden, zuletzt im August 2014 in Austin.

## Veranstaltungsorte
- ICPS 23 – Berlin (1996)
- ICPS 24 – Jerusalem (1998)
- ICPS 25 – Osaka (2000)
- ICPS 26 – Edinburgh (2002)
- ICPS 27 – Flagstaff (2004)
- ICPS 28 – Wien (2006)
- ICPS 29 – Rio de Janeiro (2008)
- ICPS 30 – Seoul (2010)
- ICPS 31 – Zürich (2012)
- ICPS 32 – Austin (2014)